# Давлетова, Людмила Ельматовна
Людмила Ельматовна Давлетова (род. 18 сентября 1940 года) — советский государственный и партийный деятель. Член ЦК КПСС в 1990—1991 гг. Депутат Верховного Совета Казахской ССР 11 созыва.

## Биография
В 1964 году окончила Ташкентский текстильный институт.
- 1957 — рабочая племенного совхоза «Аламедин».
- 1957—1958 — рабочая на строительстве швейной фабрики им. 40 лет Октября, Фрунзе.
- 1958—1959 — ученица швеи швейной фабрики им. 40 лет Октября.
- 1959—1964 — студентка Ташкентского текстильного института.
- 1964—1971 — технолог, начальник смены, старший инженер, начальник отдела по подготовке кадров, начальник раскройного цеха, начальник отдела кадров, заместитель директора по кадрам на швейной фабрике им. 1 Мая, Алма-Ата.
- 1971—1973 — секретарь республиканского профсоюзного комитета рабочих текстильной и лёгкой промышленности Казахской ССР.
- 1973—1982 — директор Алма-атинского производственного швейного объединения им. 1 Мая.
- 1982—1983 — заместитель министра лёгкой промышленности Казахской ССР.
- 1983—1989 — в ЦК компартии Казахстана: заведующая отделом лёгкой и пищевой промышленности, заведующая отделом лёгкой промышленности и товаров народного потребления, секретарь ЦК.
- 1989—1990 — председатель Госкомитета по лёгкой промышленности при Госплане СССР — Министр СССР.
- 1991 — председатель общественной организации «Рослегпром».
- 1992—1998 — президент Международного союза производителей товаров лёгкой промышленности.

## Награды
- орден Трудового Красного Знамени
- орден «Знак Почёта»